# Pat Fraley
Pat Fraley (født 18. februar 1949 i Seattle, USA) er en amerikansk tegnefilmsdubber. Han er uden tvivl bedst kendt som stemmen bag både Krang, Baxter Stockman og Casey Jones i 1987-version af Teenage Mutant Ninja Turtles.